# Monika Wejnert
Monika Wejnert (* 6. April 1992 in Brisbane) ist eine ehemalige australische Tennisspielerin.

## Karriere
Bei den Commonwealth Youth Games 2008 im indischen Pune gewann sie die Bronzemedaille in Einzel und mit Jade Hopper die Goldmedaille im Doppel. Mit einer Wildcard nahm sie 2009 im Einzel und im Mixed sowie 2011 im Doppel an den Australian Open teil, schied aber jeweils in der ersten Runde aus. Seit Februar 2011 hat sie keine weiteren Turniere mehr bestritten.